# Ленинская премия
Ле́нинская пре́мия — высшая форма поощрения граждан СССР за выдающиеся и наиболее крупные достижения в области науки, техники, литературы, искусства и архитектуры. Присуждалась с 1926 по 1935 годы (в то время чаще называлась премией имени В. И. Ленина) и в 1957—1991 годах; после распада СССР не присваивается.

## История премии
23 июня 1925 года по постановлению ЦК ВКП(б) и СНК были учреждены премии имени В. И. Ленина, которые с 1926 по 1935 годы присуждались за научные труды «в целях поощрения научной деятельности в направлении, наиболее близком идеям В. И. Ленина, а именно в направлении тесной связи науки и жизни». 

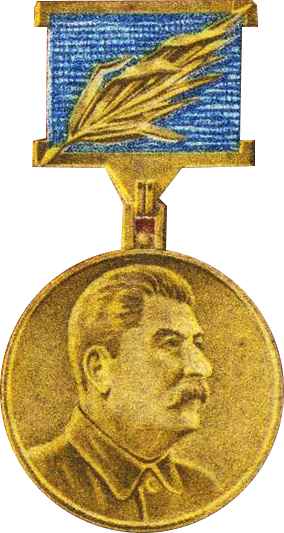
В 1935 году прекращается вручение Ленинских премий, с 1940 начинают вручаться Сталинские премии (до 1955 года).

15 августа 1956 года ЦК КПСС и Совет Министров СССР приняли совместное постановление восстановить премии имени В. И. Ленина и присуждать их ежегодно ко дню рождения В. И. Ленина — 22 апреля. В 1957 году было восстановлено присуждение Ленинских премий за выдающиеся научные труды, архитектурные и технические сооружения, изобретения, внедрённые в народное хозяйство, технологические процессы и др.; были также учреждены Ленинские премии за выдающиеся произведения литературы и искусства. В марте 1960 года были учреждены Ленинские премии в области журналистики и публицистики.

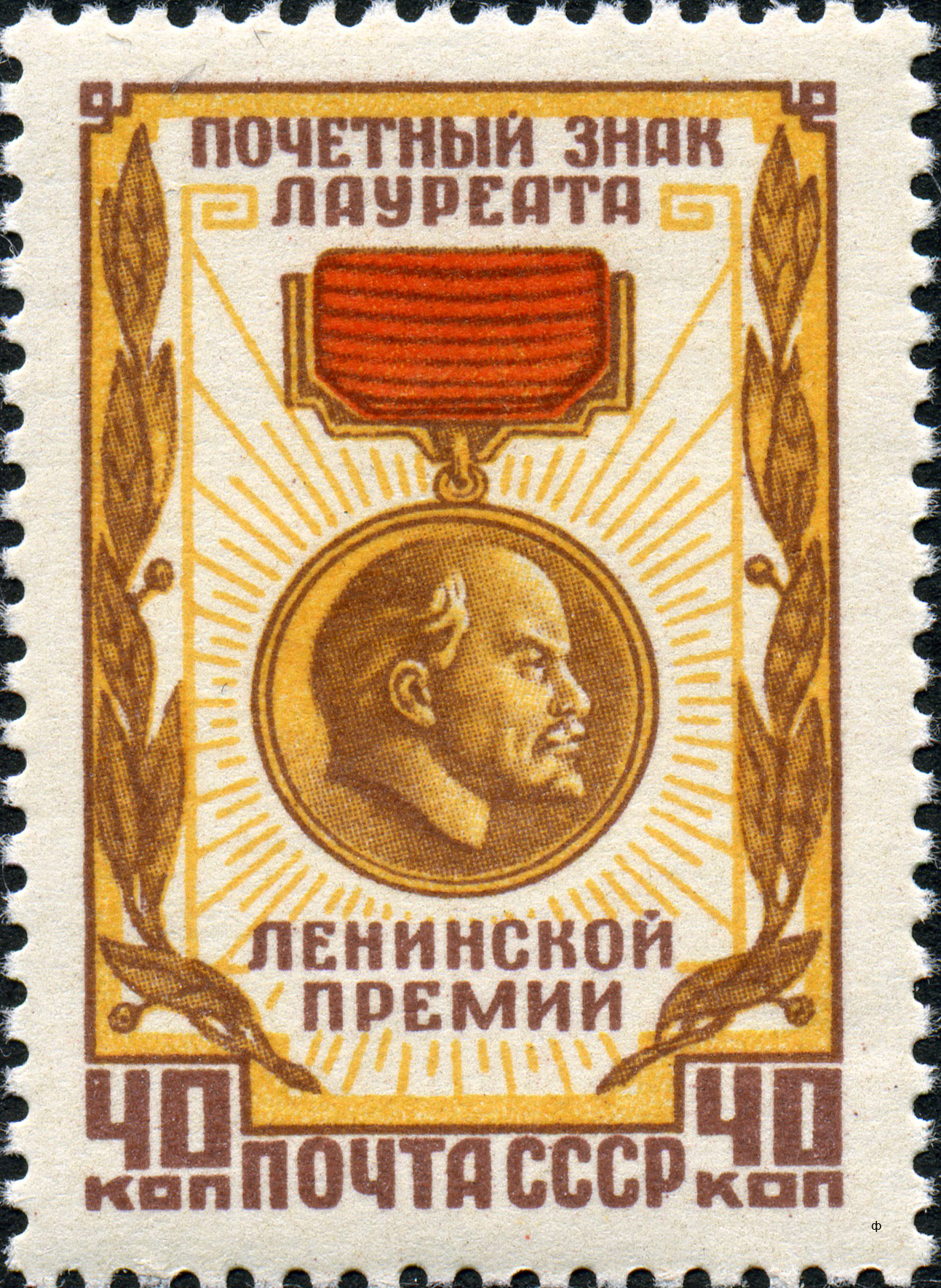
Марка СССР, 1958 г.

Начиная с 1957 года Ленинские премии присуждались ежегодно ко дню рождения В. И. Ленина (за исключением 1958 и 1966), а с 1967 — 1 раз в 2 года, по чётным годам. Довольно часто вручались т. н. «закрытые» или «секретные» Ленинские премии (в основном за работы, связанные с обороной страны; постановления об их присуждении не публиковались). В этих случаях правило «1 раз в 2 года» могло не действовать (см. список лауреатов).
Первоначально вручалось 42 премии. С 1961 согласно положению могло вручаться до 76 премий ежегодно. Из них до 60 присуждал Комитет по Ленинским премиям в области науки и техники и до 16 Комитет по Ленинским премиям в области науки и искусства при Совете Министров СССР. В 1967 году это количество премий было сокращено до 30. Лауреатам вручались диплом, золотая нагрудная медаль и денежная премия — 7 500 рублей.
В период 1956—1967 годах Ленинская премия являлась единственной государственной премией высшего уровня, поэтому количество лауреатов её было велико. В 1967 году была учреждена Государственная премия СССР, которая стала считаться менее престижной, тем самым уровень Ленинской премии был повышен. Дипломы Сталинских премий, вручавшихся с 1941 по 1953 год, заменялись на соответствующие дипломы Государственных премий СССР.
Согласно постановлению ЦК КПСС и Совета Министров СССР от 9 сентября 1966 года, 1 раз в 2 года присуждалось 30 Ленинских премий (в том числе 25 — по науке и технике, 5 — по литературе, искусству, архитектуре). В 1970 году дополнительно была учреждена премия за произведения литературы и искусства для детей (постановление ЦК КПСС и Совета Министров СССР от 26 марта 1969).
Положение о Ленинских премиях было утверждено ЦК КПСС и Советом Министров СССР 17 февраля 1967 года. Положение определяло круг государственных, общественных и научных организаций, которым предоставлено право выдвигать работы на соискание Ленинских премий: Президиум АН СССР и академий наук союзных республик, АМН СССР, Всесоюзная академия сельскохозяйственных наук имени Ленина, АПН СССР, научные и инженерно-технические общества, коллегии министерств СССР и союзных республик, государственные комитеты Совета Министров СССР и союзных республик, комитеты при Совете Министров СССР, Президиум ВЦСПС, ЦК ВЛКСМ, правления союзов писателей, художников, композиторов, архитекторов, кинематографистов, журналистов СССР, Президиум АХ СССР, республиканские театральные общества, научно-исследовательские, конструкторские и проектные организации, издательства, редколлегии газет и журналов, собрания коллективов предприятий, учреждений и организаций. На соискание Ленинских премий могли выдвигаться научные труды, произведения литературы, искусства и архитектуры, напечатанные (публично исполненные, сооружённые) не позднее чем за 1 год до установленного срока представления кандидатур, а работы в области техники и производства — после внедрения их в народное хозяйство.
Работы, удостоенные Государственной премии СССР, на Ленинскую премию не выдвигались. Не допускалось также одновременное выдвижение одной и той же работы на Ленинскую и Государственную премии СССР.
Рассмотрение работ, представленных на соискание Ленинской премии, и принятие решений о присуждении премий производилось комитетами по Ленинским и Государственным премиям СССР при Совете Министров СССР. Постановления ЦК КПСС и Советов Министров СССР о присуждении Ленинской премии публиковались в печати ко дню рождения В. И. Ленина. Лицам, получившим Ленинскую премию, присваивалось звание «Лауреат Ленинской премии», вручался диплом, почётный знак и удостоверение. Повторно Ленинские премии не присуждались.

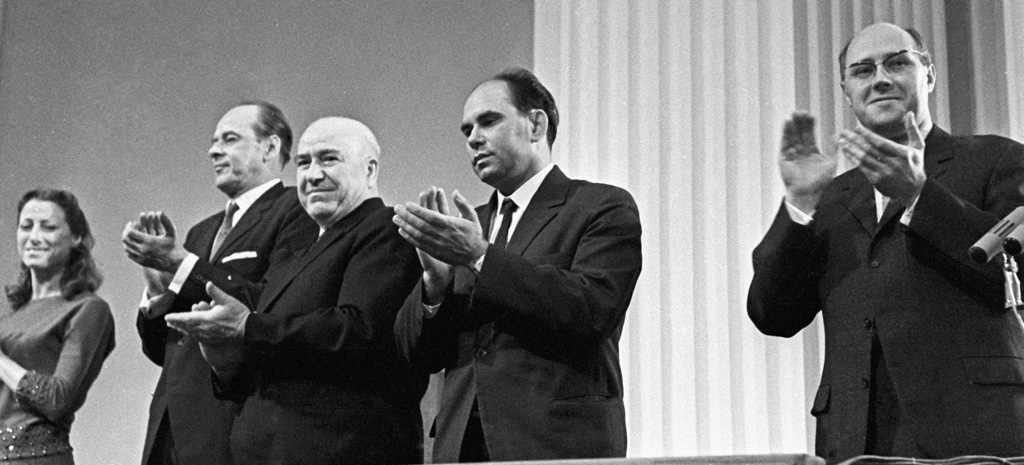
Лауреаты Ленинских премий Майя Плисецкая, Николай Черкасов, Александр Дейнека, Василий Песков и Мстислав Ростропович, 1964 год.

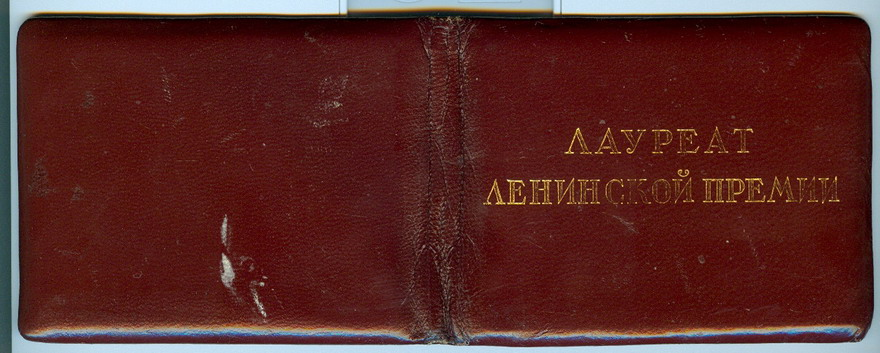
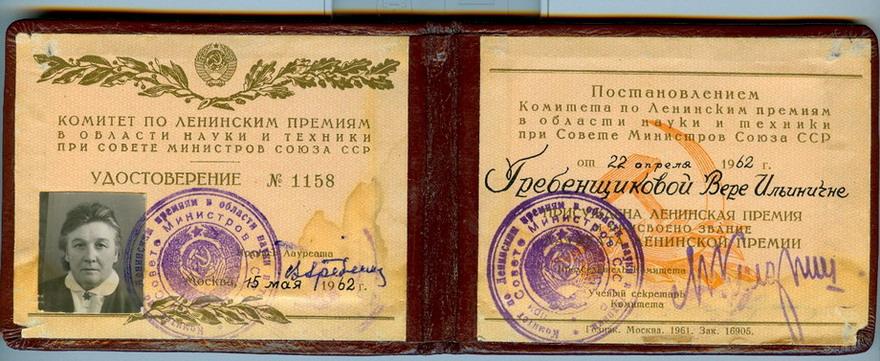
Удостоверение лауреата Ленинской премии Гребенщиковой В. И., 1962 год